# (32638) 2042 P-L
2042 P-L (asteroide 32638) é um asteroide da cintura principal. Possui uma excentricidade de 0.04308500 e uma inclinação de 4.76571º.
Este asteroide foi descoberto no dia 24 de setembro de 1960 por Cornelis Johannes van Houten e Ingrid van Houten-Groeneveld e Tom Gehrels em Palomar.